# Israël aux Jeux olympiques d'été de 2008
Israël participe aux Jeux olympiques d'été de 2008 à Pékin.

## Liste des médaillés israéliens

### Médailles d'or
| Sport              | Discipline | Sportifs | Performance |
| Médailles d'or : 0 |            |          |             |

### Médailles d'argent
| Sport                  | Discipline | Sportifs | Performance |
| Médailles d'argent : 0 |            |          |             |

### Médailles de bronze
| Sport                   | Discipline | Sportifs      | Performance |
| Médailles de bronze : 1 |            |               |             |
| Voile                   | RS:X (H)   | Shahar Zubari |             |

## Athlètes engagés

### Athlétisme
Hommes
- 3000 m steeple :
  - Itay Magidi
- Saut en hauteur :
  - Nikita Palli
- Saut à la perche :
  - Alexander Averbukh
- Marathon
  - Setenq Ayele

| Épreuve          | Athlète            | Séries      | Séries | Quarts de finale | Quarts de finale | Demi-finales | Demi-finales | Finale   | Finale |
| Épreuve          | Athlète            | Résultat    | Rang   | Résultat         | Rang             | Résultat     | Rang         | Résultat | Rang   |
| ---------------- | ------------------ | ----------- | ------ | ---------------- | ---------------- | ------------ | ------------ | -------- | ------ |
| 3000m steeple    | Itai Maggidi       | 9 min 05.02 | 13e    | -                | -                | -            | -            | -        | -      |
| Saut en hauteur  | Niki Palli         | 2,20m       | 12e    | -                | -                | -            | -            | -        | -      |
| Saut à la perche | Aleksandr Averbukh | 5,45m       | 16e    | -                | -                | -            | -            | -        | -      |

### Canoë-kayak

#### En eaux calmes
Hommes
- 1000 m, Kayak monoplace (K1) :
  - Michael Kolganov
- 500 m, Kayak monoplace (K1) :
  - Michael Kolganov

| Athlète          | Compétition | Éliminatoires  | Éliminatoires | Demi-finales   | Demi-finales | Finale A | Finale A |
| Athlète          | Compétition | Temps          | Rang          | Temps          | Rang         | Temps    | Rang     |
| ---------------- | ----------- | -------------- | ------------- | -------------- | ------------ | -------- | -------- |
| Michael Kolganov | K1 500m     | 1 min 38 s 396 | 1er           | 1 min 43 s 145 | 4e           | -        | -        |
| Michael Kolganov | K1 1000m    | 3 min 38 s 207 | 5e            | 3 min 43 s 108 | 8e           | -        | -        |

### Escrime
| Hommes - Fleuret indiv. : - Tomer Or | Femmes - Fleuret indiv. : - Delila Hatuel - Epée indiv. : - Noam Mills |

### Gymnastique

#### Artistique
Hommes
- Exercices au sol :
- Alexander Shatilov

#### Rythmique
Concours général individuel
- Irina Risenzon
- Neta Rivkin

Concours général d'ensemble
- Katerina Pisetsky, Veronika Vitenberg, Rahel Vigdozchik, Maria Savenkov et Olena Dvornichenko

### Judo
| Hommes - 60 kg : - Gal Tekutiel - 100 kg : - Arik Zeevi | Femmes - 63 kg : - Alice Schlesinger |

### Sports d'eaux

#### Natation
| Hommes - 100 m nage libre : - Nimrod Shapira Bar-Or - 200 m nage libre : - Nimrod Shapira Bar-Or - 100 m papillon : - Allon Mandel - 200 m papillon : - Allon Mandel - 100 m brasse : - Tom Beeri - 200 m brasse : - Tom Beeri - 100 m dos : - Guy Barnea - 200 m dos : - Itai Chammah - 200 m 4 nages indiv. : - Gal Nevo - 400 m 4 nages indiv. : - Gal Nevo | Femmes - 50 m libre : - Anna Gostomelsky - 100 m libre : - Anna Gostomelsky - 100 m papillon : - Anna Gostomelsky - 100 m dos : - Anna Gostomelsky |

#### Natation synchronisée
Femmes
- Duo :
  - Anastasia Gloushkov et Inna Yoffe

### Taekwondo
Femmes
- -57 kg :
  - Bat-El Gatterer

### Tennis
| Hommes - Double : - Jonathan Erlich et Andy Ram | Femmes - Simple : - Shahar Peer - Tzipora Obziler - Double : - Tzipora Obziler et Shahar Peer |

### Tir
Hommes
- 10 m rifle à air :
  - Doron Egozi
- 50 m rifle couché :
  - Guy Starik
  - Gil Simkovitch
- 50 m rifle 3 positions :
  - Guy Starik
  - Gil Simkovitch

### Voile
| Hommes - 470 : - Gideon Kliger et Udi Gal - RS:X : - Shahar Zubari | Femmes - 470 : - Nike Kornecki et Vered Bouskila - RS:X : - Maayan Davidovich - Laser radial : - Nufar Edelman |

## Calendrier
| Cérémonie d'ouverture | Cérémonie de clôture | Qualifications | Finales | Qualifications & Finales |

| 1=1er tour | 2=2e tour | 3=3e tour | Q=Quart de finale | D=Demi-finale | B=Match pour la médaille de bronze |

| August                                                                                       | 8 | 9 | 10 | 11 | 12 | 13 | 14 | 15 | 16 | 17 | 18 | 19 | 20 | 21 | 22 | 23 | 24 |
| -------------------------------------------------------------------------------------------- | - | - | -- | -- | -- | -- | -- | -- | -- | -- | -- | -- | -- | -- | -- | -- | -- |
| Cérémonies                                                                                   |   |   |    |    |    |    |    |    |    |    |    |    |    |    |    |    |    |
| Gal Yekutiel                                                                                 |   |   |    |    |    |    |    |    |    |    |    |    |    |    |    |    |    |
| Tom Be'eri                                                                                   |   |   | D  |    |    | D  |    |    |    |    |    |    |    |    |    |    |    |
| Gal Nevo                                                                                     |   |   |    |    |    |    | D  |    |    |    |    |    |    |    |    |    |    |
| Anya Gostomelski                                                                             |   |   | D  | D  |    |    | D  |    | D  |    |    |    |    |    |    |    |    |
| Alexander Shatilov                                                                           |   |   |    |    |    |    |    |    |    |    |    |    |    |    |    |    |    |
| Guy Barnea                                                                                   |   |   |    | D  |    |    |    |    |    |    |    |    |    |    |    |    |    |
| Nimrod Shapira Bar Or ou Max Jayben                                                          |   |   |    | D  |    |    |    |    |    |    |    |    |    |    |    |    |    |
| Shahar Peer                                                                                  |   |   | 1  | 1  | 2  | 3  | Q  | D  | B  |    |    |    |    |    |    |    |    |
| Jonathan Erlich et Andy Ram                                                                  |   |   | 1  | 1  | 2  | Q  | D  | B  |    |    |    |    |    |    |    |    |    |
| Tzipora Obziler et Shahar Peer                                                               |   |   | 1  | 1  | 1  | 2  | Q  | D  | B  |    |    |    |    |    |    |    |    |
| Delila Hatuel                                                                                |   |   |    |    |    |    |    |    |    |    |    |    |    |    |    |    |    |
| Allon Mandel                                                                                 |   |   |    |    | D  |    |    | D  |    |    |    |    |    |    |    |    |    |
| Doron Egozi                                                                                  |   |   |    |    |    |    |    |    |    |    |    |    |    |    |    |    |    |
| Udi Gal and Gideon Kliger                                                                    |   |   |    |    |    |    |    |    |    |    |    |    |    |    |    |    |    |
| Vered Buskila and Nike Kornecki                                                              |   |   |    |    |    |    |    |    |    |    |    |    |    |    |    |    |    |
| Shahar Tzuberi                                                                               |   |   |    |    |    |    |    |    |    |    |    |    |    |    |    |    |    |
| Ma'ayan Davidovich                                                                           |   |   |    |    |    |    |    |    |    |    |    |    |    |    |    |    |    |
| Alice Schlesinger                                                                            |   |   |    |    |    |    |    |    |    |    |    |    |    |    |    |    |    |
| Nufar Edelman                                                                                |   |   |    |    |    |    |    |    |    |    |    |    |    |    |    |    |    |
| Tomer Or                                                                                     |   |   |    |    |    |    |    |    |    |    |    |    |    |    |    |    |    |
| Noam Mills                                                                                   |   |   |    |    |    |    |    |    |    |    |    |    |    |    |    |    |    |
| Itay Chama                                                                                   |   |   |    |    |    |    | D  |    |    |    |    |    |    |    |    |    |    |
| Ariel Ze'evi                                                                                 |   |   |    |    |    |    |    |    |    |    |    |    |    |    |    |    |    |
| Guy Starik                                                                                   |   |   |    |    |    |    |    |    |    |    |    |    |    |    |    |    |    |
| Gil Simkovich                                                                                |   |   |    |    |    |    |    |    |    |    |    |    |    |    |    |    |    |
| Itay Magidi                                                                                  |   |   |    |    |    |    |    |    |    |    |    |    |    |    |    |    |    |
| Niki Palli                                                                                   |   |   |    |    |    |    |    |    |    |    |    |    |    |    |    |    |    |
| Anastasia Gloushkov et Ina Yoffe                                                             |   |   |    |    |    |    |    |    |    |    |    |    |    |    |    |    |    |
| Michael Kolganov                                                                             |   |   |    |    |    |    |    |    |    |    |    |    | D  | D  |    |    |    |
| Aleksandr Averbukh                                                                           |   |   |    |    |    |    |    |    |    |    |    |    |    |    |    |    |    |
| Bat El Gaterer                                                                               |   |   |    |    |    |    |    |    |    |    |    |    |    |    |    |    |    |
| Neta Rivkin, Irina Risenson                                                                  |   |   |    |    |    |    |    |    |    |    |    |    |    |    |    |    |    |
| Alona Dvornichenko, Raheli Vigdorchik, Veronika Vitenberg, Maria Savenkov, Katerina Pisetsky |   |   |    |    |    |    |    |    |    |    |    |    |    |    |    |    |    |
| Haile Satayin                                                                                |   |   |    |    |    |    |    |    |    |    |    |    |    |    |    |    |    |
| Août                                                                                         | 8 | 9 | 10 | 11 | 12 | 13 | 14 | 15 | 16 | 17 | 18 | 19 | 20 | 21 | 22 | 23 | 24 |